# Opération Dexterity
Théâtre du Pacifique Sud-Ouest de la Seconde Guerre mondiale
Batailles
- Arawe
- Cap Gloucester
- Neutralisation de Rabaul
- Talasea
- Baie de Jacquinot
- Baie de Wide–baie d'Open

L'opération Dexterity est une opération militaire, faisant partie de l'opération Cartwheel dans la zone du Pacifique Sud-Ouest (SWPA) mise en œuvre par les Alliés sur le théâtre pacifique de la Seconde Guerre mondiale. L'opération est dirigée par le commandant suprême allié de la SWPA, le général Douglas MacArthur. La dextérité comprenait des débarquements amphibies à Arawe le 15 décembre 1943 et au cap Gloucester le 26 décembre 1943 dans le nord-ouest de la Nouvelle-Bretagne, la capture de l'aérodrome impérial japonais de Tuluvu le 30 décembre 1943 et le débarquement amphibie à Saidor le 2 janvier 1944. L'opération prend fin le 10 février 1944.

## Film
- Attack: The Battle for New Britain (1944), Producteur: Frank Capra – Documentaire, DVD, USA, (2003)